# Зворницьке озеро
Зворницьке озеро (серб. Зворничко језеро, босн. Zvorničko jezero) — штучне озеро на річці Дрина, що розташоване на кордоні Сербії і Боснії і Герцеговини (територія Республіки Сербської). Утворене після будівництва гідроелектростанції у 1954 році.

## Галерея

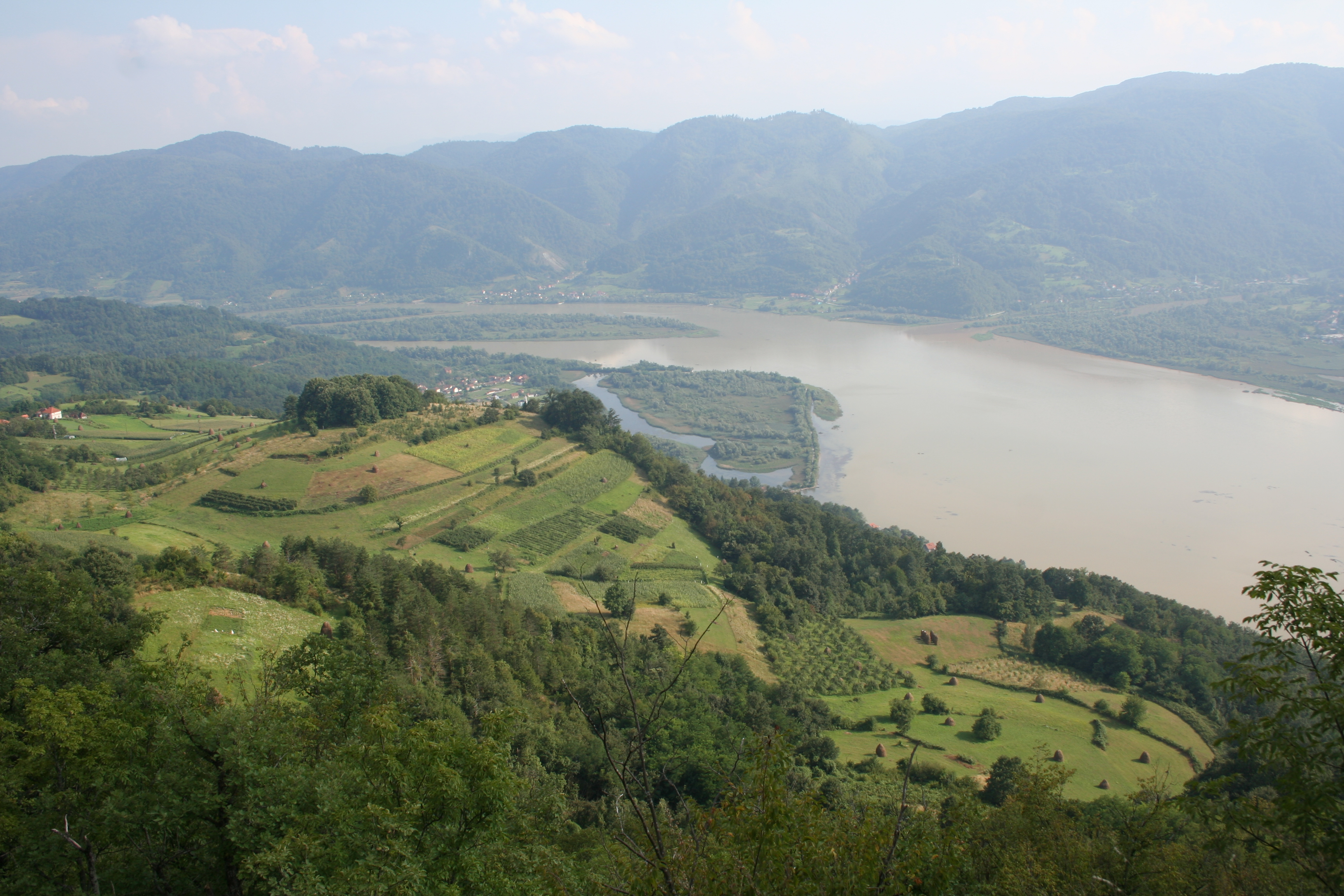
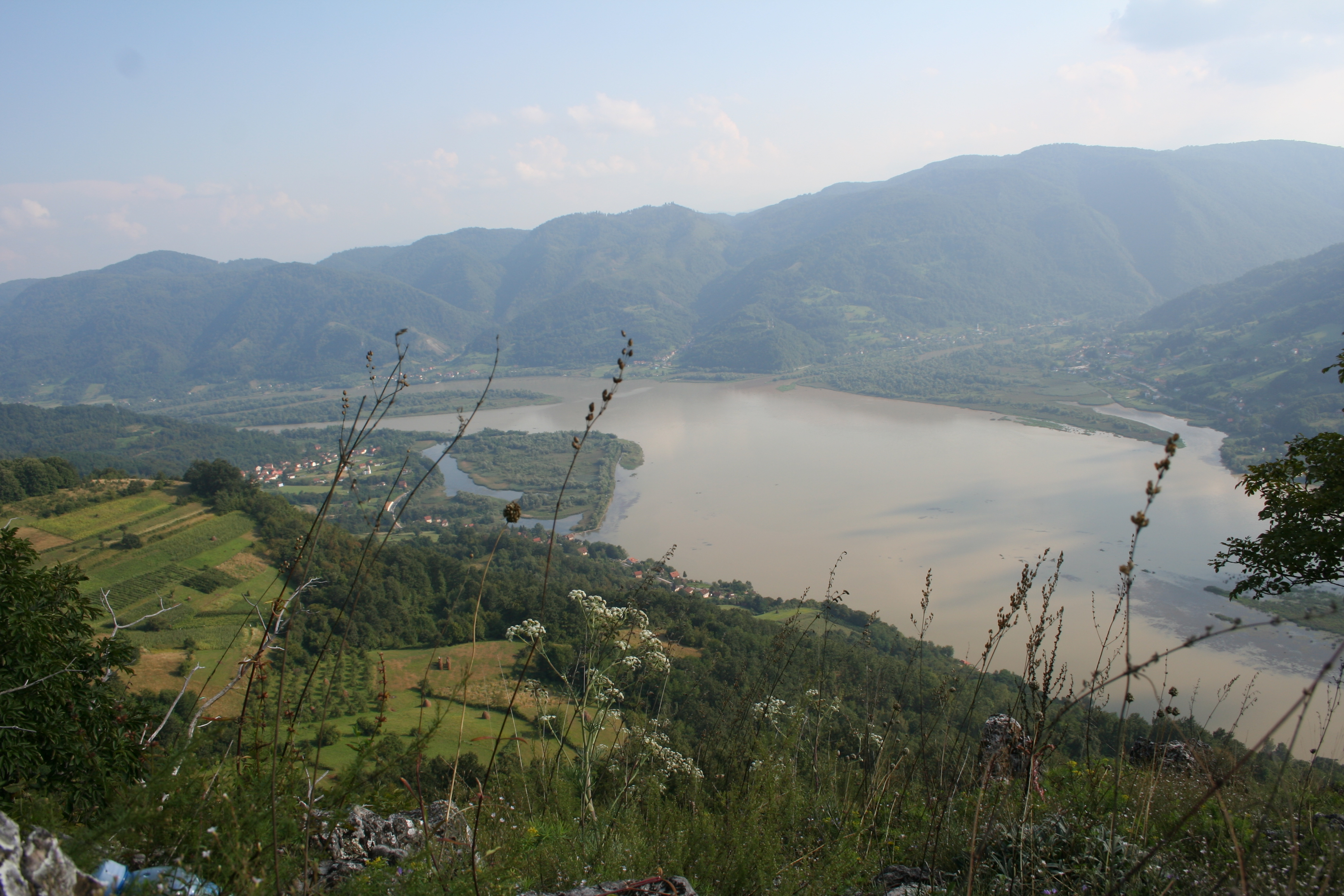
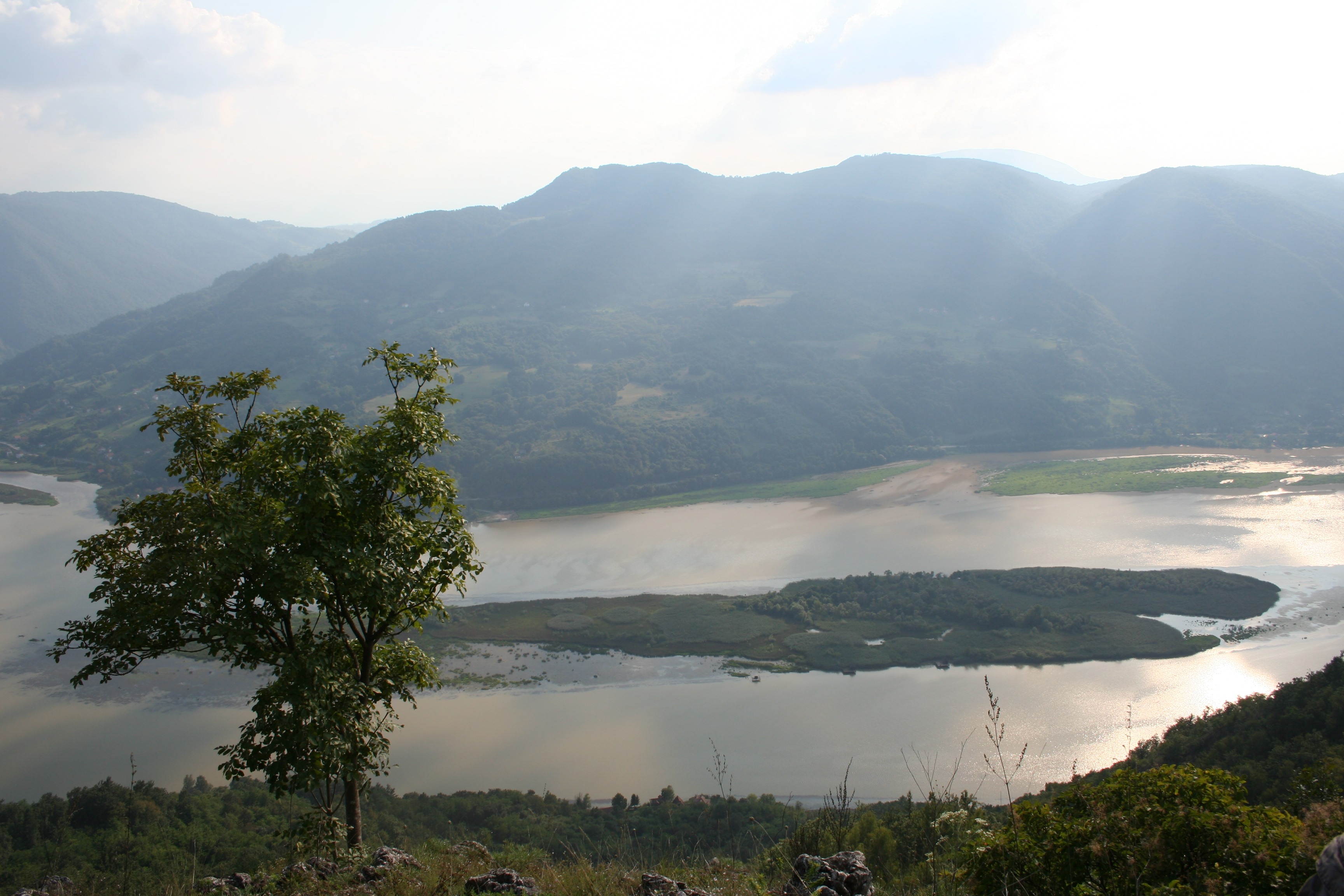
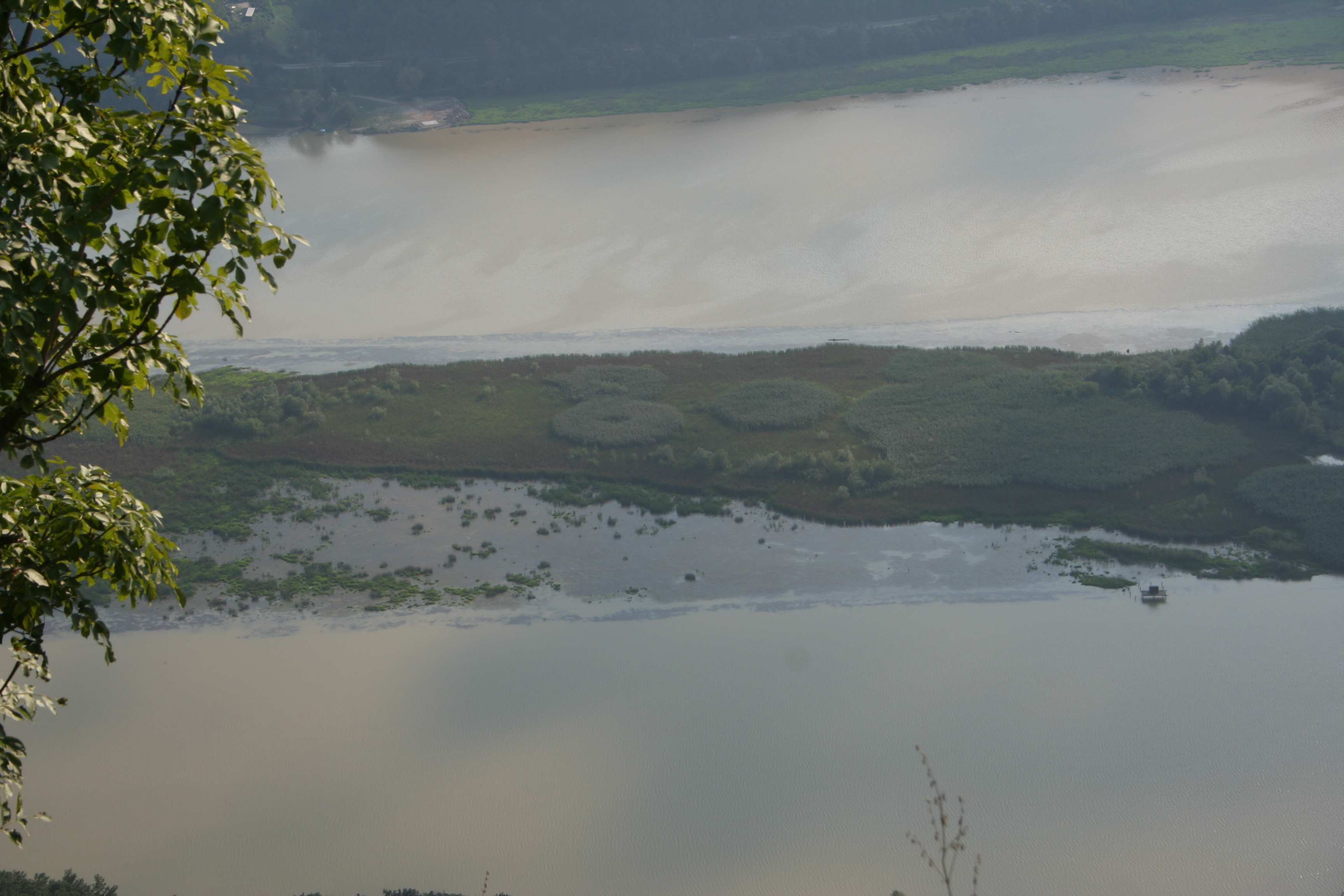
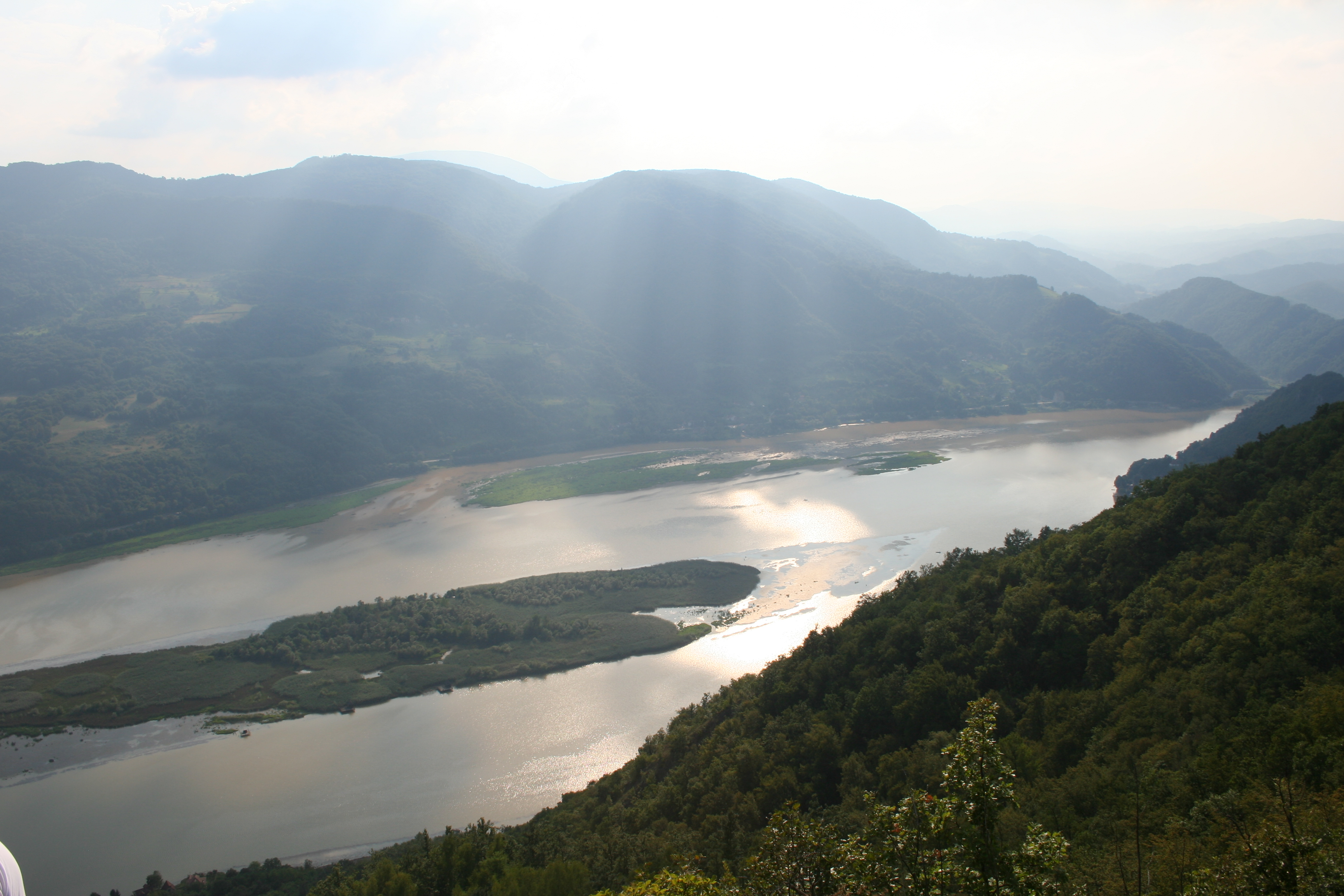
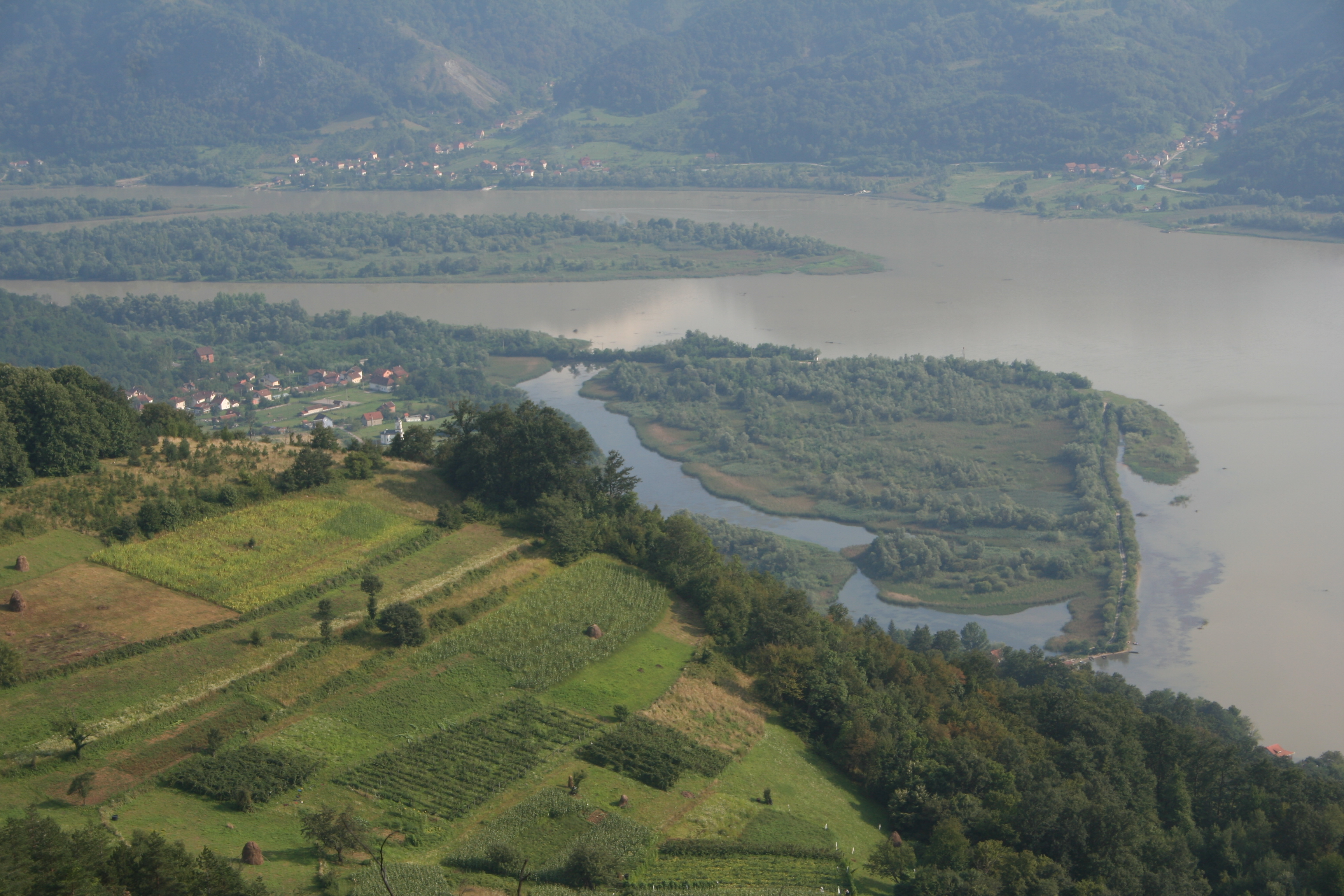
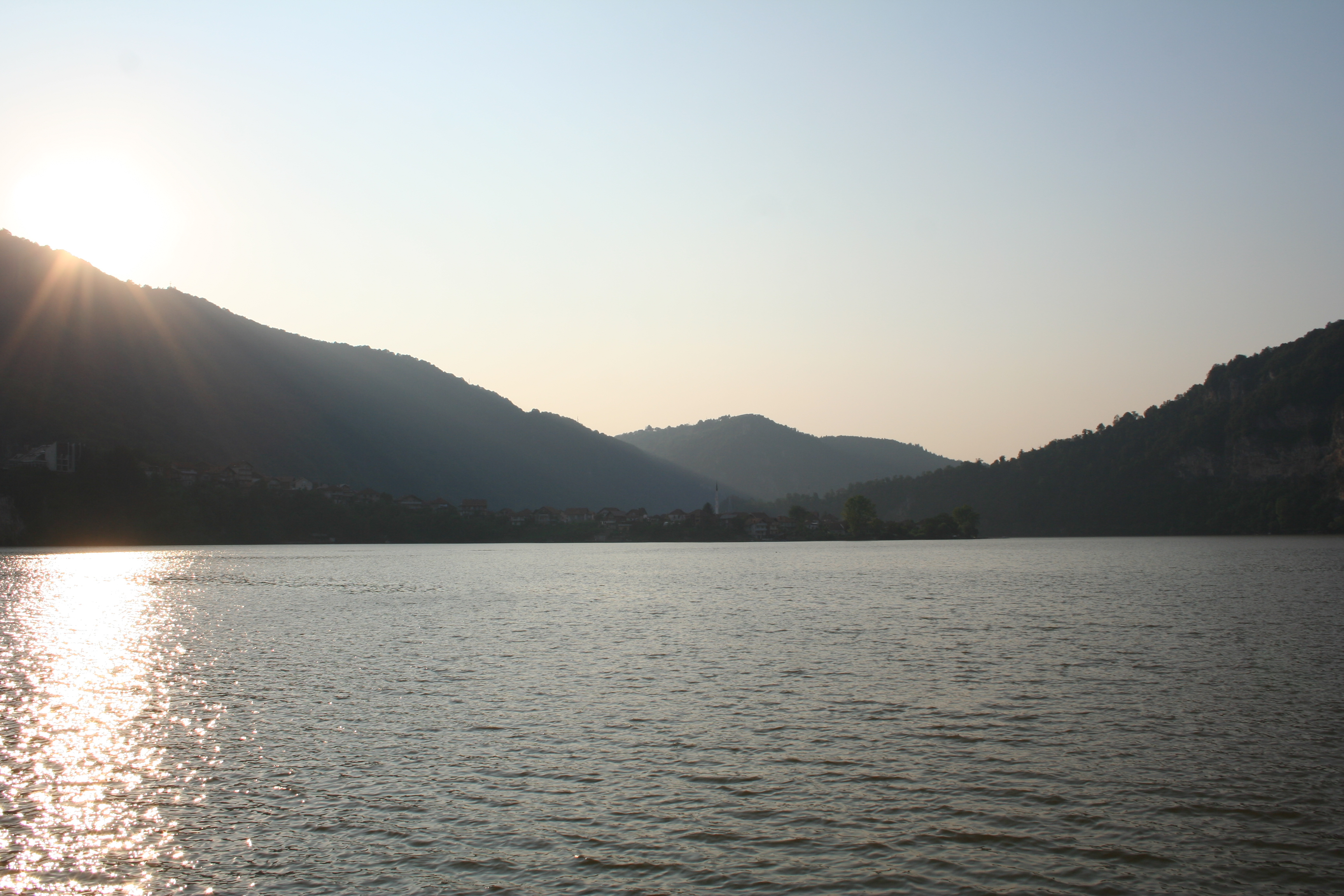
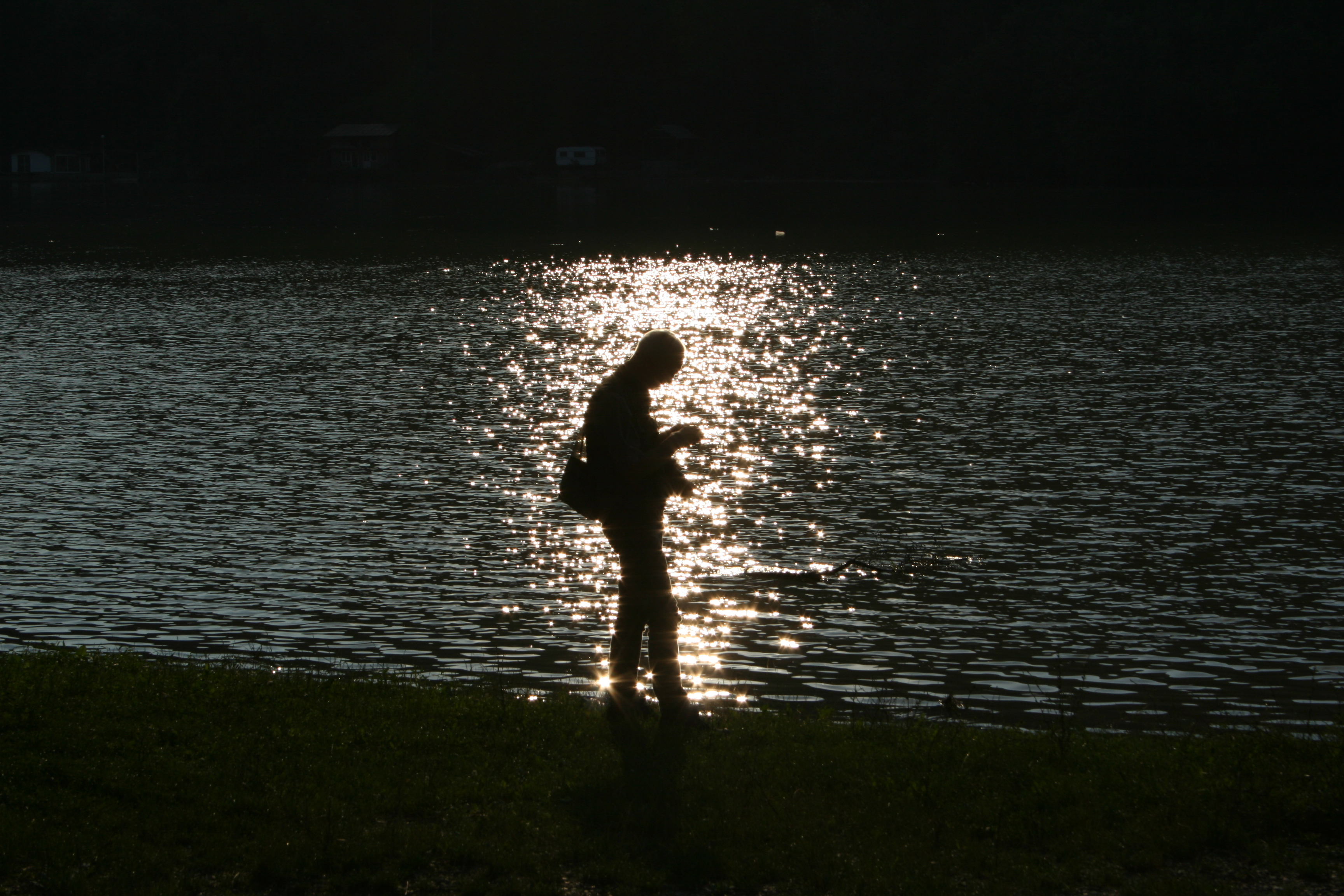
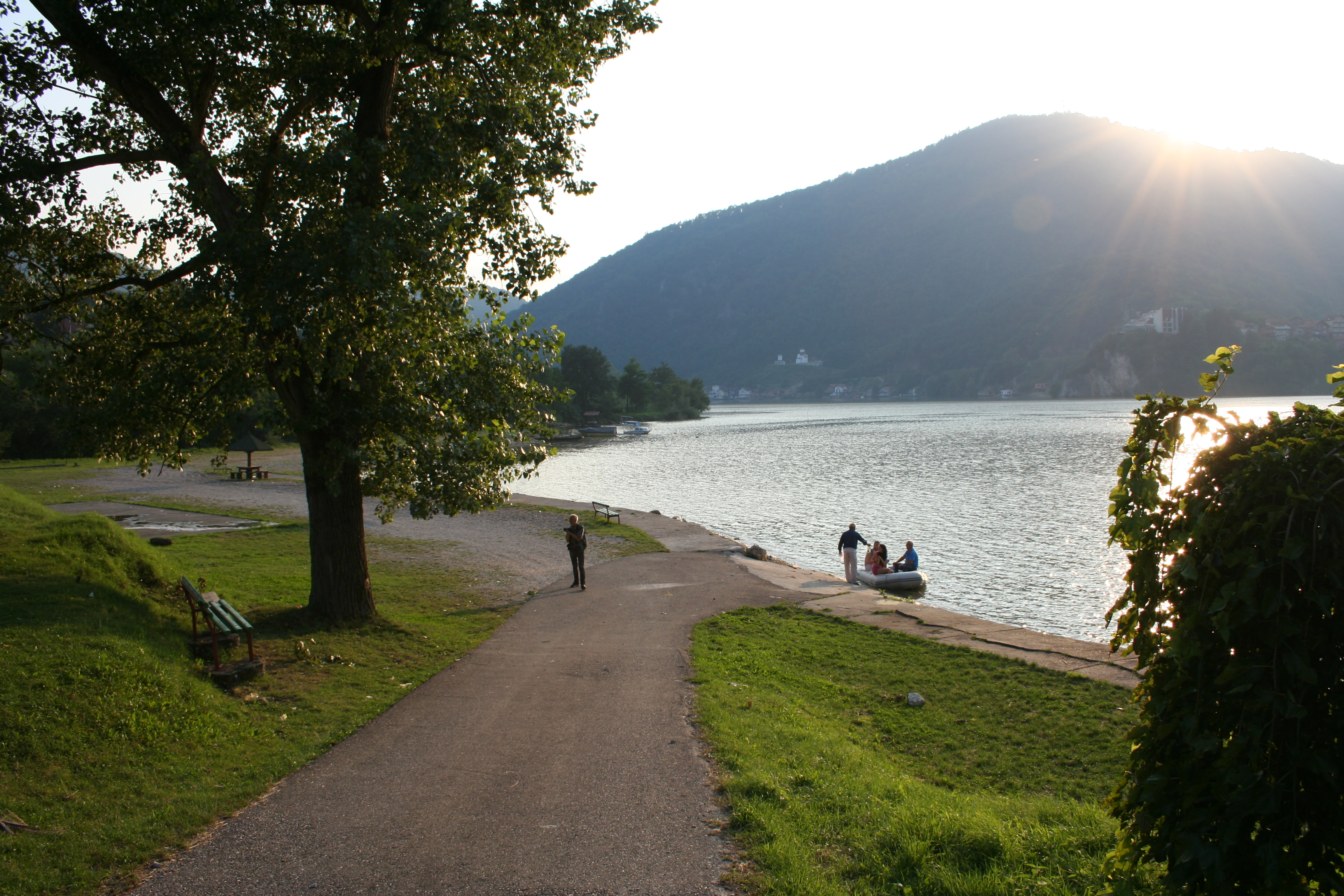
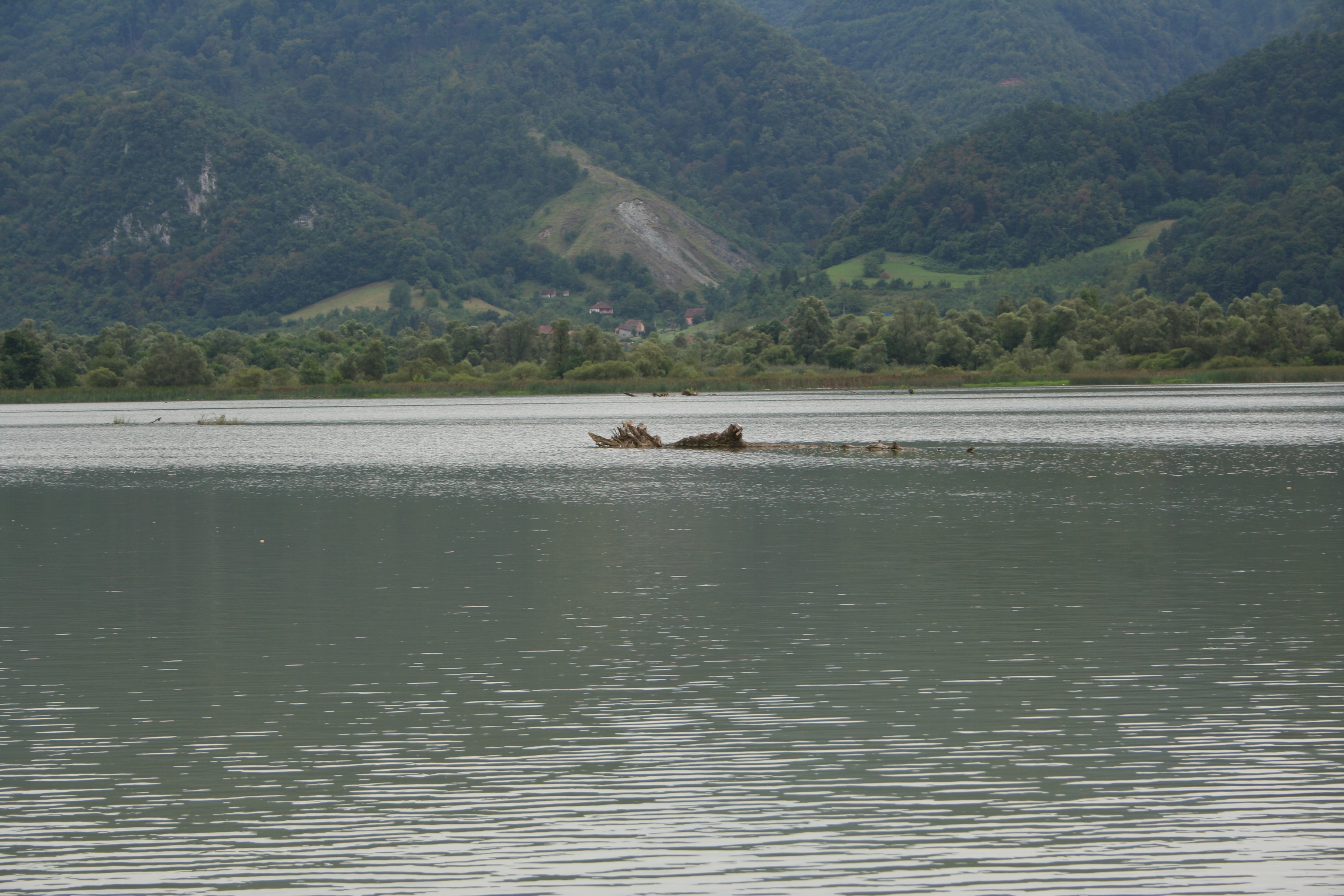
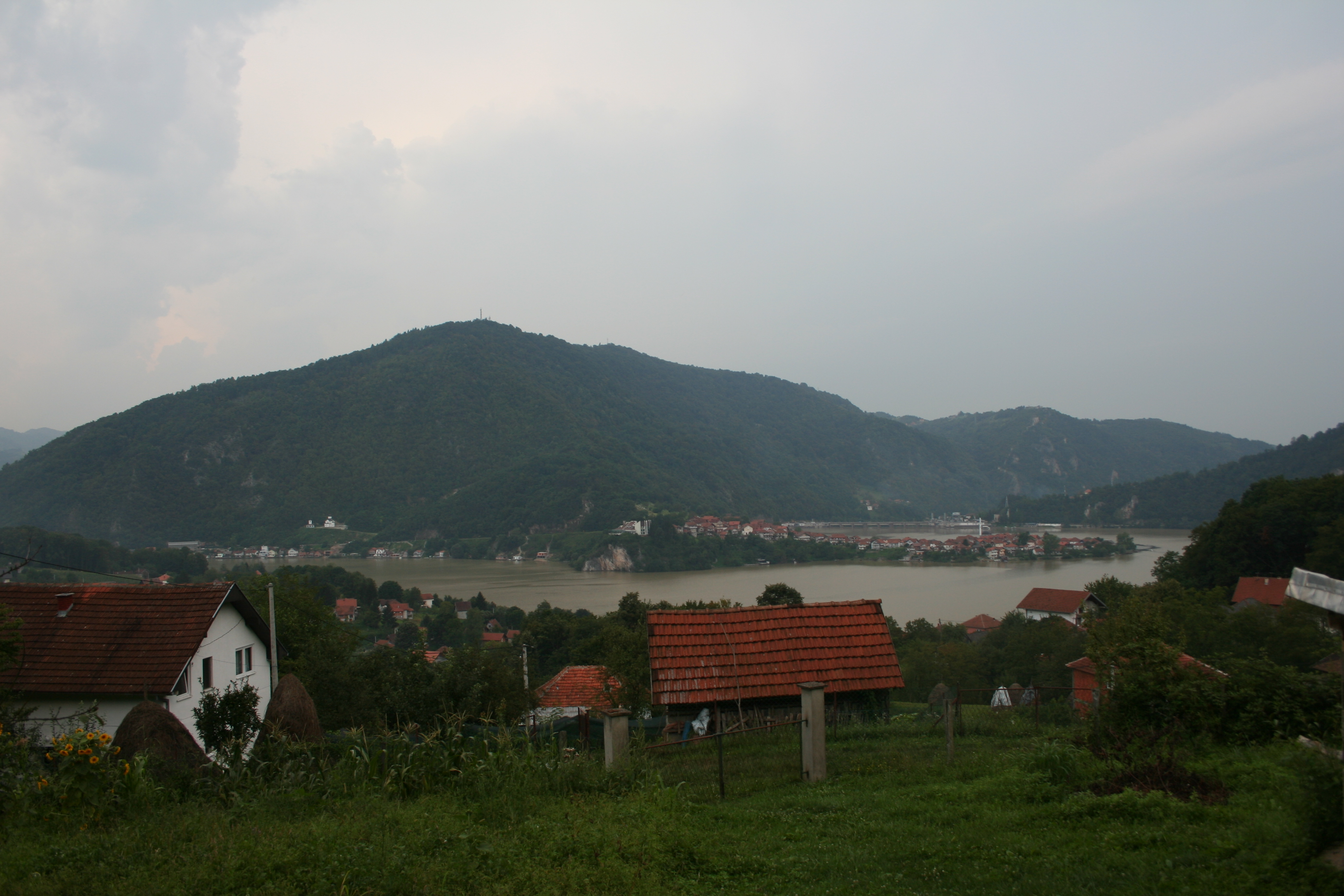
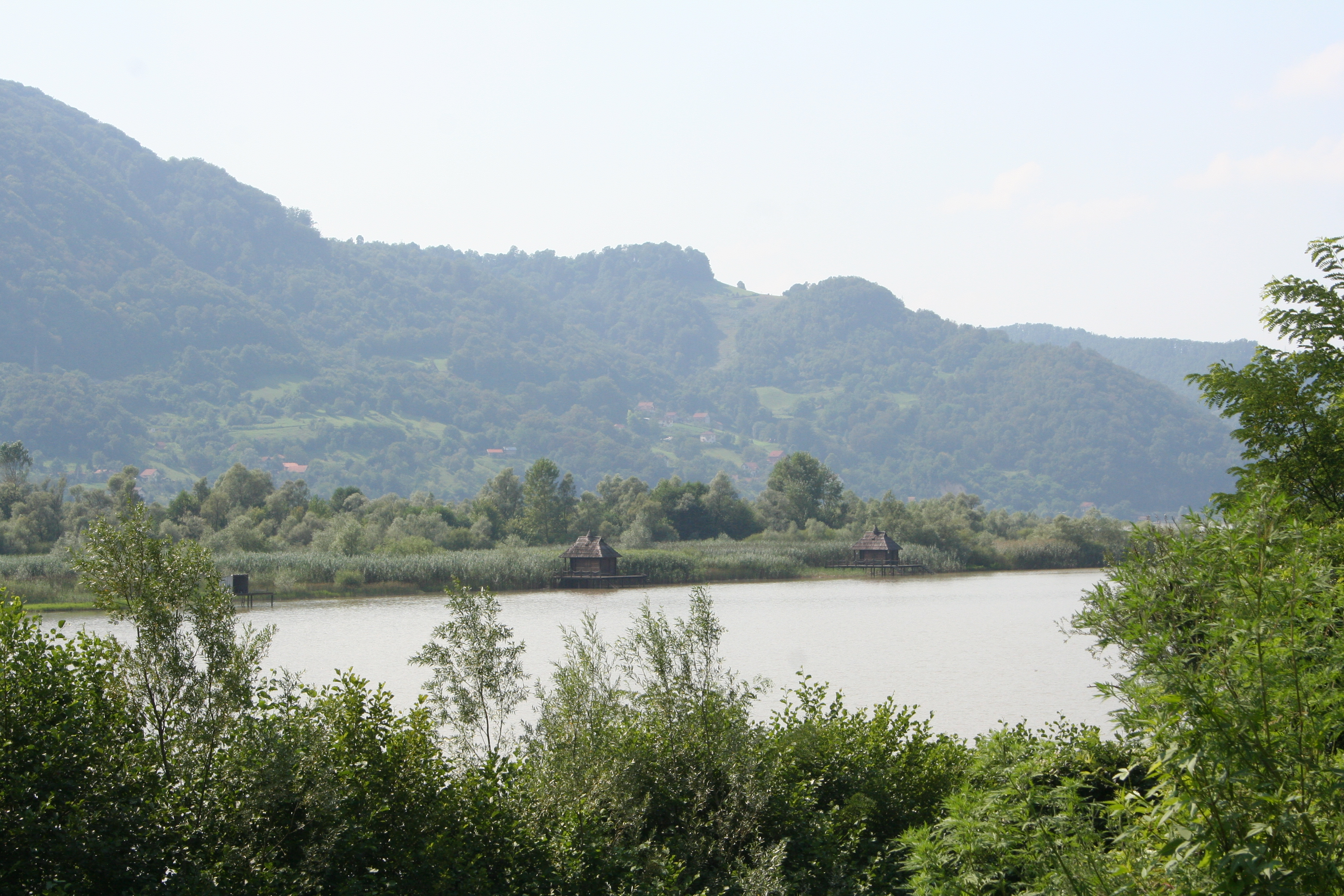